# Brachymeles boulengeri
Espèce
Statut de conservation UICN

 LC  : Préoccupation mineure
Brachymeles boulengeri est une espèce de sauriens de la famille des Scincidae.

## Répartition
Cette espèce est endémique des Philippines. Elle se rencontre sur les îles de Polillo, de Luçon et de Marinduque.

## Étymologie
Cette espèce est nommée en l'honneur de George Albert Boulenger.

## Publication originale
- Taylor, 1922 : The lizards of the Philippine Islands. Department of Agriculture and Natural Resources, Bureau of Science, Government of the Philippine Islands, Manila, no 17, p. 1-269.